# Anacroneuria x-nigrum
Anacroneuria x-nigrum és una espècie d'insecte plecòpter pertanyent a la família dels pèrlids.

## Descripció
- L'adult presenta el cap de color marró rogenc fosc amb els ocels clars i el pronot marró vermellós.[5]

## Hàbitat
En el seu estadi immadur és aquàtic i viu a l'aigua dolça, mentre que com a adult és terrestre i volador.

## Distribució geogràfica
Es troba a Sud-amèrica: el Perú i Bolívia.